# Área micropolitana de Sayre
El área micropolitana de Sayre,  y oficialmente como Área Estadística Micropolitana de Sayre, PA µSA tal como lo define la Oficina de Administración y Presupuesto, es un Área Estadística Micropolitana centrada en la localidad de Sayre en el estado estadounidense de Pensilvania. El área micropolitana tenía una población en el Censo de 2010 de 62.622 habitantes, convirtiéndola en la 162.º área micropolitana más poblada de los Estados Unidos. El área micropolitana de Sayre comprende el condado de Bradford, siendo Sayre la localidad más poblada.

## Composición del área micropolitana

### Boroughs
Alba |
Athens |
Burlington |
Canton |
Le Raysville |
Monroe |
New Albany |
Rome |
Sayre |
South Waverly |
Sylvania |
Towanda |
Troy |
Wyalusing 

### Municipios
Albany |
Armenia |
Asylum |
Athens |
Burlington |
Canton |
Columbia |
Franklin |
Granville |
Herrick |
Leroy |
Litchfield |
Monroe |
North Towanda |
Orwell |
Overton |
Pike |
Ridgebury |
Rome |
Sheshequin |
Smithfield |
South Creek |
Springfield |
Standing Stone |
Stevens |
Terry |
Towanda |
Troy |
Tuscarora |
Ulster |
Warren |
Wells |
West Burlington |
Wilmot |
Windham |
Wyalusing |
Wysox 

### Áreas no incorporadas
Berrytown |
Browntown 